# 井上和郎 (自転車選手)
井上 和郎（いのうえ かずお、1981年2月17日 - ）は、福井県福井市出身の自転車元プロロードレース選手である。

## 経歴
福井県立羽水高等学校出身。漫画「シャカリキ!」を読み興味を持ったことからロードレースを始める。
2005年
- チームブリヂストン・アンカーでプロ入り。その後、2006年にTeam Vangへ移籍。さらに2007年に移行する形となったNIPPOコーポレーション・梅丹本舗へ。2008年には分割される形となったチームNIPPO・エンデカへ移籍する。

2008年
- 全日本選手権で2位表彰台を獲得。この成績を元に同年の世界選手権に日本代表として選出された（結果はリタイア）。
- 国体とは相性が良く、2005年から2008年までロードレース競技で三連覇を達成した。

2009年
- プロコンチネンタルチームのAMICACHIPS・KNAUF（アミーカチップス・クナウフ）に移籍したが、給料未払い問題などで6月にチームが活動を停止、やむなくチームNIPPOに復帰した。同年12月に行われた東アジア競技大会に日本代表として出場、ロードチームタイムトライアル（メンバーは他に飯島誠、盛一大、吉田隼人）で優勝した。

2011年
- ブリヂストンアンカーに復帰した。
- ツール・ド・フィリピン(2.2)第2ステージ優勝

2012年
- 10月に行われたぎふ清流国体において、成人男子個人ロードレースで優勝。国体4勝目を達成した。

このことからミスター国体と呼ばれることもある。
2014年
- 全日本選手権ロードレース2位

2015年
- ツール・ド・おきなわ(1.2) 5位

2016年
- チームWebページにおいて引退を発表。[1]